# Frane Jerman
Frane Jerman, slovenski filozof in logik, * 27. december 1933, Ljubljana, † 19. marec 2002, Hausham, Nemčija.

## Življenjepis
Predaval je na Oddelku za filozofijo Filozofske fakultete Univerze v Ljubljani. V slovenščino je prevajal dela nekaterih najpomembnejših filozofov: Davida Huma, Georgea Berkeleya, Gottfrieda Leibniza, Bertranda Russlla, Ludwiga Wittgensteina, Franza Brentana, Edmunda Husserla in ostalih.
Bil je prvi predsednik Društva za analitično filozofijo ustanovljenega leta 1991.